# Lessico famigliare
Lessico famigliare è un romanzo autobiografico di Natalia Ginzburg, pubblicato da Einaudi nel 1963, anno in cui vinse il Premio Strega.
Il libro è stato tradotto in molte lingue, tra le quali l'ebraico, il giapponese, il cinese, il coreano.

## Trama
(Natalia Ginzburg)
Il romanzo racconta dall'interno la vita quotidiana della famiglia Levi-Tanzi, dominata dalla figura del padre Giuseppe. Il libro è, in parte, una cronaca ironico-affettuosa della famiglia dagli anni '20 ai primi anni '50, attraverso abitudini, comportamenti e soprattutto la comunicazione linguistica, da cui deriva il titolo. Figure ed eventi si avvicendano nelle pagine senza ordine gerarchico, e si presentano da sé, vivono attraverso i loro gesti e le loro parole. In questo libro si affrontano anche i conflitti e le vicende della famiglia Levi. Molta attenzione viene dedicata alle figure della madre e dei fratelli, soprattutto durante il fascismo.
Il romanzo ripercorre inoltre vicende più drammatiche, cronologicamente collocate soprattutto nel periodo fascista e nel secondo dopoguerra in Italia, in particolare l'impatto delle leggi razziali fasciste, il confino dell'autrice in Abruzzo, l'uccisione del marito dell'autrice, Leone Ginzburg, per attività politica antifascista, fino ad arrivare al suicidio di Cesare Pavese e alla caduta delle illusioni della Resistenza.

## Personaggi
Nel libro vengono rievocati, oltre ai componenti del nucleo familiare dell'autrice, anche numerosi personaggi appartenenti alla famiglia materna (Tanzi) e paterna (Levi), come anche figure legate da rapporti di amicizia o di natura professionale con componenti della famiglia dell'autrice. Tra questi troviamo:
- il padre Beppino, all'anagrafe Giuseppe Levi, scienziato
- la madre, Lidia Tanzi
- fratelli e sorelle: Gino, Mario, Alberto, Paola
- Silvio Tanzi, fratello della madre Lidia, compositore e critico musicale
- Drusilla Tanzi, sorella di Silvio e Lidia, autrice, compagna di Eugenio Montale
- Eugenio Tanzi, psichiatra, zio della madre
- la famiglia di Tullio Terni, collega del padre Giuseppe
- la coppia Anna Kuliscioff e Filippo Turati; quest'ultimo venne ospitato nel 1926 nell'abitazione della famiglia Levi-Tanzi poco prima della sua fuga in Francia
- Adriano Olivetti, marito della sorella Paola
- Camillo Olivetti
- Leo Pestelli, amico del fratello Alberto
- Gian Carlo Pajetta, amico del fratello Alberto
- Nicola Chiaromonte, amico del fratello Mario
- Andrea Caffi, amico del fratello Mario
- Renzo Giua, amico del fratello Mario
- Sion Segre Amar, amico del fratello Mario
- Franco Rasetti, amico del fratello Gino
- Jeanne Modigliani, brevemente sposata con il fratello Mario
- Margherita Sarfatti, figlia della cugina del padre Giuseppe
- Gino Galeotti, collega del padre Giuseppe e zio di Franco Rasetti
- Vittorio Foa
- Leone Ginzburg, marito dell'autrice
- Felice Balbo e Gigliola Berardelli
- Giulio Einaudi
- Cesare Pavese
- Giacomo Mottura
- Maurice Chevremont, biologo, allievo di Giuseppe Levi, lo invitò presso l'Università di Liegi nel 1938

## Ricezione e critica
Il libro non è mai stato un bestseller, ma ha avuto centinaia di recensioni, svariate ristampe ed è considerato uno dei capisaldi della letteratura italiana degli anni '60.
Nell'edizione del 2010 l'introduzione è di Cesare Segre.

## Edizioni
- Natalia Ginzburg, Lessico famigliare, 16 ed., collana ET, Einaudi,  p. 212, ISBN 978-88-06-17429-3.
- Lessico famigliare letto da Anna Bonaiuto, audiolibro, Rai Radio 3 - Ad Alta Voce, 2016[4]